# Rodrigue Beaubois
Rodrigue Beaubois (Pointe-à-Pitre, Guadeloupe, 24. veljače 1988.) francuski je profesionalni košarkaš. Igra na poziciji razigravača, a trenutačno je član NBA momčadi Dallas Mavericksa. Izabran je u 1. krugu (25. ukupno) NBA drafta 2009. godine od Oklahoma City Thundera. 

## Karijera
Beauboisa je otkrio Michael Pietrus, igrač Orlando Magica, tijekom trening kampa francuske reprezentacije. U sezoni 2006./07. debitirao je u dresu Cholet Basket te se tamo zadržao tri godine. Izabran je kao 25. izbor NBA drafta 2009. godine od Oklahoma City Thundera.

## NBA statistika

### Regularni dio
| Godina    | Klub   | Odig. uta. | Uta. poč. | Min. | 2P%  | 3P%  | Sl. bac.% | Skok. | Asist. | Ukr. lop. | Blok. | Poena |
| --------- | ------ | ---------- | --------- | ---- | ---- | ---- | --------- | ----- | ------ | --------- | ----- | ----- |
| 2009./10. | Dallas | 56         | 16        | 12.5 | .518 | .409 | .808      | 1.4   | 1.3    | .5        | .2    | 7.1   |
| 2010./11. | Dallas | 28         | 26        | 17.7 | .422 | .301 | .767      | 1.9   | 2.3    | .7        | .3    | 8.4   |
| Ukupno    |        | 84         | 42        | 14.2 | .477 | .363 | .793      | 1.5   | 1.6    | .6        | .2    | 7.5   |

### Doigravanje
| Godina    | Klub   | Odig. uta. | Uta. poč. | Min. | 2P%  | 3P%  | Sl. bac.% | Skok. | Asist. | Ukr. lop. | Blok. | Poena |
| --------- | ------ | ---------- | --------- | ---- | ---- | ---- | --------- | ----- | ------ | --------- | ----- | ----- |
| 2009./10. | Dallas | 4          | 0         | 7.8  | .474 | .333 | .333      | 1.5   | 1.0    | .5        | .2    | 5.3   |
| Ukupno    |        | 4          | 0         | 7.8  | .474 | .333 | .333      | 1.5   | 1.0    | .5        | .2    | 5.3   |

## Vanjske poveznice
- Profil na NBA.com
- Draft profil  Arhivirana inačica izvorne stranice od 14. srpnja 2010. (Wayback Machine) na DraftExpress.com